# Пшеничное (Краснокутский район)
Пшеничное — село в Краснокутском районе Саратовской области, в составе Лавровского муниципального образования.
Население — 232 (2010)

## Физико-географическая характеристика
Село расположено в Низком Заволжье, в пределах Сыртовой равнины, относящейся к Восточно-Европейской равнине, при балке Берёзовый Яр, севернее пруда Ирригация (бассейн реки Гашон), на высоте около 60 метров над уровнем моря. Почвы тёмно-каштановые и каштановые солонцеватые и солончаковые.
По автомобильным дорогам расстояние до районного центра города Красный Кут — 10 км, до областного центра города Саратов — 130 км, до села Лавровка — 14 км.

## История
Основано в 1906 году как хутор Пшеничный. Хутор относился к Краснокутской волости Новоузенского уезда Самарской губернии. В 1922 году населённый пункт в состав Краснокутского кантона Автономной области немцев Поволжья (с 1923 года — АССР немцев Поволжья).
28 августа 1941 года был издан Указ Президиума ВС СССР о переселении немцев, проживающих в районах Поволжья. Немецкое население АССР немцев Поволжья было депортировано. После ликвидации АССР немцев Поволжья Пшеничное, как и другие населённые пункты Краснокутского кантона, было включено в состав Саратовской области.
Хутор относился к колхозу «Путь к социализму» (центральная усадьба — посёлок Красный Кут). В 1955 году колхозы «Украинец» (село Лавровка) и «Путь к социализму» объединились в колхоз «Прогресс» с центральной усадьбой в селе Лавровка (с 1959 года — колхоз имени Коминтерна). В 1984 году хутор Пшеничный переименован в село Пшеничное.

## Население
Динамика численности населения по годам:
| 1987 | 2002 |
| ---- | ---- |
| ≈250 | 228  |

| 2002 | 2010 |
| ---- | ---- |
| 227  | ↗232 |

Национальный состав
Согласно результатам переписи 2002 года большинство населения составляли казахи (63 %) и русские (29 %).